# Saules (Doubs)
Saules település Franciaországban, Doubs megyében. Lakosainak száma 232 fő (2022. január 1.). Saules Durnes, Guyans-Durnes, Montgesoye, Étalans és Ornans községekkel határos.

## Népesség
A település népessége az elmúlt években az alábbi módon változott:
| Lakosok száma | 155  | 159  | 177  | 195  | 226  | 225  | 226  | 229  | 231  | 232  |
|               | 1968 | 1982 | 1990 | 2006 | 2013 | 2015 | 2017 | 2019 | 2020 | 2022 |